# Curtea de Argeș (stacja kolejowa)
Curtea de Argeș (rum. Gara Curtea de Argeș) – stacja kolejowa w miejscowości Curtea de Argeș, w Okręgu Ardżesz, w Rumunii. Stacja jest obsługiwana przez pociągi CFR Călători. Jest stacją końcową linii Pitești – Curtea de Argeș.
Budynek dworca widnieje na liście obiektów zabytkowych okręgu Ardżesz.

## Linie kolejowe
- Linia Pitești – Curtea de Argeș